# NEMS
La definizione di sistemi nanoelettromeccanici o NEMS (dall'ing. nanoelectromechanical systems) viene usata per descrivere i dispositivi che integrano funzionalità elettroniche e meccaniche nell'ambito della nanoscala. I NEMS segnano la successiva fase logica di miniaturizzazione dei cosiddetti sistemi microelettromeccanici, o dispositivi MEMS, i quali in genere integrano la nanoelettronica a simil-transistor agli attuatori meccanici, pompe o motori, e in può in tal modo formare sensosi fisici, biologici e chimici. Il nome deriva dalle dimensioni tipiche del dispositivo nel campo del nanometro, che conduce ad avere una massa bassa, alte frequenze di risonanza meccanica, effetti meccanici quantistici potenzialmente elevati come il moto puntiforme zero, e un alto rapporto superficie/volume utile per i meccanismi di rilevamento della superficie.   Gli usi comprendono gli accelerometri o i rivelatori di sostanze chimiche disperse nell'aria.

## Visione d'insieme
A causa della scala in base alla quale il loro funzionamento si rende possibile, ci si aspetta che i NEMS potrebbero ripercuotersi in maniera significativa in molti campi della tecnologia e della scienza ed eventualmente sostituire i MEMS. Come ricordato da Richard Feynman nel suo famoso discorso negli anni '60, There's Plenty of Room at the Bottom, ci sono un sacco di applicazioni potenziali di macchine di dimensioni sempre più piccole; costruendo e controllando i dispositivi su scale più piccole, tutta la tecnologia ne trarrà benefici. Tra i benefici attesi vi sono una maggiore efficienza e dimensioni ridotte, la diminuzione del consumo di energia e i costi più bassi di produzione nei sistemi elettromeccanici. 
Nel 2000, i primi dispositivi NEMS di Very large scale integration (VLSI) sono stati dimostrati dai ricercatori dell'IBM . La sua premessa era una serie di punte di AFM che possono riscaldare/sondare un substrato deformabile in modo da funzionare come un dispositivo di memoria. Nel 2007, la International Technical Roadmap for Semiconductors (ITRS)  contiene una NEMS Memory come nuova voce nella sezione di "dispositivi di ricerca emergenti" (Emerging Research Devices).

## Importanza dell'AFM
Un'applicazione dei NEMS è rappresentata dalle punte del microscopio a forza atomica. L'accresciuta sensibilità ottenuta dai NEMS porta alla realizzazione di sensori più piccoli ed efficienti per rilevare sollecitazioni, vibrazioni, forze a livello atomico e segnali chimici . Le punte dell'AFM e altri modi di rivelazione su scala nanometrica si relazionano fortemente ai NEMS. Se la realizzazione di migliori dispositivi a scansione diventa fattibile, tutta la nanoscienza potrebbe esse meglio compresa per mezzo delle punte dell'AFM.

## Approcci alla miniaturizzazione
Possono essere adottati due approcci complementari per la fabbricazione di sistemi NEMS. L'approccio top-down usa i metodi di microfabricazione tradizionale, vale a dire la litografia a fascio di elettroni e quella ottica, per fabbricare dispositivi. Anche se limitata dalla risoluzione di questi metodi, permette comunque un elevato grado di controllo sulle strutture che ne derivano. In genere, i dispositivi sono fabbricati con pellicole sottili metalliche o strati incisi di semiconduttori.
Gli approcci bottom-up, al contrario, usano le proprietà chimiche di singole molecole per produrre componenti a singola molecola (a) per auto-organizzarsi o auto-assemblarsi nell'ambito di qualche conformazione utile, o (b) fare assegnamento sull'assemblaggio posizionale. Questi approcci utilizzano i concetti di auto-assemblaggio molecolare e/o riconoscimento molecolare.
Ciò consente la fabbricazione di strutture molto più piccole, sebbene ottenendo spesso un controllo limitato sul processo di fabbricazione.
Può anche essere utilizzata una combinazione di questi approcci, in cui le molecole in nanoscala sono integrate dentro una struttura top-down. Un esempio correlato è il  nanomotore a nanotubo di carbonio.

## Materiali

### Allotropi di carbonio
Molti dei materiali più comunemente usati per la tecnologia dei NEMS sono basati sul carbonio, in modo specifico nanotubi di carbonio e grafene. Ciò è dovuto principalmente alle proprietà utili dei materiali a base di carbonio che direttamente soddisfano le esigenze dei NEMS. Le proprietà meccaniche del carbonio (di grandi dimensioni come il modulo di Young) sono fondamentali per la stabilità dei NEMS mentre la conduttività dei metalli e dei semiconduttori dei materiali basati sul carbonio permette loro di funzionare come transistor.  
Sia il grafene che il carbonio mostrano un alto modulo di Young, densità eccessivamente bassa, basso attrito e grande area di superficie . Il basso attrito dei CNT (Carbon NanoTubes) permette la realizzazione di cuscinetti praticamente senza attrito fornendo quindi una enorme motivazione per le applicazioni pratiche dei CNT come elementi costitutivi di NEMS, come nanomotori, interruttori, e oscillatori ad alta frequenza  I nanotubi di carbonio e la resistenza fisica del grafene permette ai materiali basati sul carbonio di soddisfare le richieste di sollecitazioni più alte, laddove i comuni materiali normalmente fallirebbero e, così, si favorisce ulteriormente il loro uso come materiali più importanti nello sviluppo tecnologico dei NEMS. 
Insieme ai vantaggi meccanici dei materiali a base di carbonio, le proprietà elettriche dei nanotubi di carbonio e di grafene consentono di utilizzarli in molti componenti elettrici dei NEMS. I nanotransistor sono stati sviluppati sia per i nanotubi di carbonio  che per il grafene.  I transistor sono le particelle elementari per tutti i dispositivi elettronici, così, tramite il loro efficace sviluppo, i nanotubi di carbonio e grafene sono entrambi molto decisivi per i NEMS. I nanotubi di carbonio metallici sono stati anche proposti per le interconnessioni nanoelettroniche dato che essi possono portare alte densità di corrente . Questa è una proprietà molto utile in quanto i cavi per trasferire la corrente sono un altro mattone (building block) basilare di ogni sistema elettrico. I nanotubi di carbonio hanno specificatamente trovato perciò molto utilizzo nei NEMS in quanto sono già stati scoperti metodi per la connessione dei nanotubi di carbonio sospesi ad altre nanostrutture . Questo permette ai nanotubi di carbonio di essere strutturalmente sistemati per costruire complicati sistemi nanoelettrici. Poiché i prodotti a base di carbonio possono essere adeguatamente controllati e agire interconnettendo così come i transistor, essi servono come materiale fondamentale nei componenti elettrici dei NEMS.

#### Difficoltà
Nonostante tutte le proprietà utili dei nanotubi di carbonio e di grafene per la tecnologia dei NEMS, entrambi questi prodotti sono soggetti a parecchi ostacoli per la loro realizzazione. Uno dei problemi principali è la risposta del carbonio agli ambienti di vita reale. I nanotubi di carbonio mostrano un grande cambiamento nelle proprietà elettroniche quando vengono esposti all'ossigeno . Allo stesso modo, altri mutamenti agli attributi elettronici e meccanici dei materiali a base di carbonio devono essere completamente esplorati prima della loro implementazione, soprattutto a causa della loro vasta area di superficie che può facilmente reagire con gli ambienti circostanti. I nanotubi di carbonio hanno dimostrati di avere anche varie conduttività, siano essi metallici o semiconduttori a seconda della loro elicità quando vengono processati . A causa di questo, un trattamento molto speciale deve essere dato ai nanotubi durante la lavorazione, al fine di assicurare che tutti i nanotubi abbiano l'appropriata conduttività. Il grafene ha anche molte complicate proprietà di conduttività elettrica rispetto ai semiconduttori tradizionali in quanto manca di una banda proibita di energia e cambia in sostanza tutte le regole riguardo a come gli elettroni si muovono attraverso un dispositivo a base di grafene . Ciò significa che le costruzioni tradizionali di dispositivi elettronici verosimilmente non funzioneranno e le nuove architetture devono essere completamente progettate per questi nuovi dispositivi elettronici.

## Futuro dei NEMS
Prima che i dispositivi NEMS possano essere effettivamente implementati, devono essere create integrazioni ragionevoli di prodotti a base di carbonio. L'attenzione si sta attualmente spostando dal lavoro sperimentale verso le applicazioni pratiche e le strutture del dispositivo che implementerà e trarrà profitto dall'uso dei nanotubi di carbonio . A questo punto, nella ricerca dei NEMS, vi è una conoscenza generale delle proprietà dei nanotubi di carbonio e di grafene. La prossima sfida da superare riguarda la comprensione di tutte le proprietà di questi strumenti a base di carbonio e l'utilizzo delle proprietà per rendere i NEMS efficienti e durevoli.
I dispositivi NEMS, se implementati nelle tecnologie di tutti i giorni, potrebbero ulteriormente ridurre le dimensioni dei dispositivi attuali consentendo sensori con migliori prestazioni. I materiali a base di carbonio sono serviti come materie prime da utilizzare nei NEMS, a causa delle loro evidenti proprietà meccaniche ed elettriche. Una volta che le interazioni dei NEMS con gli ambienti esterni vengono integrarsi con progetti efficaci, diventeranno verosimilmente prodotti utili per le tecnologie di tutti i giorni.